# Charte d'Ottawa
 (août 2020).
Si vous disposez d'ouvrages ou d'articles de référence ou si vous connaissez des sites web de qualité traitant du thème abordé ici, merci de compléter l'article en donnant les références utiles à sa vérifiabilité et en les liant à la section « Notes et références ».

Drapeau de l'Organisation mondiale de la santé.

La charte d'Ottawa pour la promotion de la santé a été établie à l'issue de la première Conférence internationale sur la promotion de la santé, à Ottawa (Canada), du 17 au 21 novembre 1986. 

## Promotion de la santé
La promotion de la santé est le processus qui confère aux populations les moyens d'assurer un plus grand contrôle sur leur propre santé, et d'améliorer celle-ci. Cette démarche relève d'un concept définissant la « santé » comme la mesure dans laquelle un groupe ou un individu peut, d'une part, réaliser ses ambitions et satisfaire ses besoins et, d'autre part, évoluer avec le milieu ou s'adapter à celui-ci.
La santé est donc perçue comme une ressource de la vie quotidienne, et non comme le but de la vie ; il s'agit d'un concept positif mettant en valeur les ressources sociales et individuelles, ainsi que les capacités physiques. Ainsi donc, la promotion de la santé ne relève pas seulement du secteur sanitaire : elle dépasse les modes de vie sains pour viser le bien-être.

## Conditions préalables à la santé
Les conditions et ressources préalables sont, en matière de santé : la paix, un abri, de la nourriture et un revenu, mais aussi l'éducation, un écosystème stable, des ressources durables, la justice sociale et l'équité. Toute politique d’amélioration du niveau de santé qui voudrait aller au delà doit s’assurer de la présence de ces éléments de base.

## Promouvoir l'idée
Une bonne santé est une ressource majeure pour le progrès social, économique et individuel, tout en constituant un aspect important de la qualité de la vie. Les facteurs politiques, économiques, sociaux, culturels, environnementaux, comportementaux et biologiques peuvent tous intervenir en faveur ou au détriment de la santé. La démarche de promotion de la santé tente de rendre ces conditions favorables par le biais de la promotion des idées.

## Conférer les moyens
La promotion de la santé vise l'égalité en matière de santé. Ses interventions ont pour but de réduire les écarts actuels caractérisant l'état de santé, et d'offrir à tous les individus les mêmes ressources et possibilités pour réaliser pleinement leur potentiel santé. Cela comprend une solide fondation dans un milieu apportant son soutien, l'information, les aptitudes et les possibilités permettant de faire des choix sains. Les gens ne peuvent réaliser leur potentiel de santé optimal s'ils ne prennent pas en charge les éléments qui déterminent leur état de santé. En outre, cela doit s'appliquer également aux hommes et aux femmes.

## Servir de médiateur
Seul, le secteur sanitaire ne saurait offrir ces conditions préalables et ces perspectives favorables à la santé. Fait encore plus important, la promotion de la santé exige l'action concertée de tous les intervenants : les gouvernements, le secteur de la santé et les domaines sociaux et économiques connexes, les organismes bénévoles, les autorités régionales et locales, l'industrie et les médias.
Les gens de tous milieux interviennent en tant qu'individus, familles et communautés. Les groupements professionnels et sociaux, tout comme les personnels de santé, sont particulièrement responsable de la médiation entre les intérêts divergents, en faveur de la santé.
Les programmes et stratégies de promotion de la santé doivent être adaptés aux besoins et possibilités locaux des pays et régions, et prendre en compte les divers systèmes sociaux, culturels et économiques.

## Intervention en promotion de la santé se décline en 5 (+1) axes principaux

### Élaborer une politique publique saine
La promotion de la santé va bien au-delà des soins. Elle inscrit la santé à l'ordre du jour des responsables politiques des divers secteurs en les éclairant sur les conséquences que leurs décisions peuvent avoir sur la santé, et en leur faisant admettre leur responsabilité à cet égard.
Une politique de promotion de la santé combine des méthodes différentes mais complémentaires, et notamment : la législation, les mesures fiscales, la taxation et les changements organisationnels. Il s'agit d'une action coordonnée qui conduit à la santé, et de politiques fiscales et sociales favorisant une plus forte égalité. L'action commune permet d'offrir des biens et services plus sains et moins dangereux, des services publics favorisant davantage la santé, et des milieux plus hygiéniques et plus plaisants.
La politique de promotion de la santé suppose l'identification des obstacles gênant l'adoption des politiques publiques saines dans les secteurs non sanitaires, ainsi que la détermination des solutions. Le but doit être de rendre les choix sains les plus faciles pour les auteurs des politiques également.

### Créer des milieux favorables
Nos sociétés sont complexes et interreliées, et l'on ne peut séparer la santé des autres objectifs. Le lien qui unit de façon inextricable les individus et leur milieu constitue la base d'une approche socio-écologique de la santé. Le grand principe directeur menant le monde, les régions, les nations et les communautés est le besoin d'encourager les soins mutuels, de veiller les uns sur les autres, de nos communautés et de notre milieu naturel. Il faut attirer l'attention sur la conservation des ressources naturelles en tant que responsabilité mondiale.
L'évolution des schèmes de la vie, du travail et des loisirs doit être une source de santé pour la population, et la façon dont la société organise le travail doit permettre de la rendre plus saine. La promotion de la santé engendre des conditions de vie et de travail sûres, stimulantes, plaisantes et agréables.
L'évaluation systématique des effets du milieu sur la santé, et plus particulièrement dans les domaines de la technologie, de l'énergie et de l'urbanisation, qui évoluent rapidement, est indispensable ; de plus, elle doit être suivie d'une intervention garantissant le caractère positif de ces effets. La protection des milieux naturels et artificiels et la conservation des ressources naturelles doivent recevoir une attention majeure dans toute stratégie de promotion de la santé.

### Renforcer l'action communautaire
La promotion de la santé procède de la participation effective et concrète de la communauté à la fixation des priorités, à la prise des décisions et à l'élaboration des stratégies de planification, pour atteindre un meilleur niveau de santé.
La promotion de la santé puise dans les ressources humaines et physiques de la communauté pour stimuler l'indépendance de l'individu et le soutien social, et pour instaurer des systèmes souples susceptibles de renforcer la participation et le contrôle du public dans les questions sanitaires. Cela exige l'accès illimité et permanent aux informations sur la santé, aux possibilités de santé et à l'aide financière.

### Acquérir des aptitudes individuelles
La promotion de la santé soutient le développement individuel et social en offrant des informations, en assurant l'éducation pour la santé et en perfectionnant les aptitudes indispensables à la vie. Ce faisant, elle permet aux gens d'exercer un plus grand contrôle sur leur propre santé, et de faire des choix favorables à celle-ci.
Il est crucial de permettre aux gens d'apprendre pendant toute leur vie et de se préparer à affronter les diverses étapes de cette dernière. Cette démarche doit être accomplie à l'école, dans les foyers, au travail et dans le cadre communautaire, par les organismes professionnels, commerciaux et bénévoles, et dans les institutions elles-mêmes.

### Réorienter les services de santé
Dans le cadre des services de santé, la tâche de promotion est partagée entre les particuliers, les groupes communautaires, les professionnels de la santé, les institutions offrant les services, et les gouvernements. Tous doivent œuvrer ensemble à la création d'un système de soins servant les intérêts de la santé.
Le rôle du secteur sanitaire doit abonder de plus en plus dans le sens de la promotion de la santé, au-delà du mandat exigeant la prestation des soins médicaux. Ce secteur doit se doter d'un nouveau mandat comprenant le plaidoyer pour une politique sanitaire multisectorielle, ainsi que le soutien des individus et des groupes dans l'expression de leurs besoins de santé et dans l'adoption de modes de vie sains.
La réorientation des services de santé exige également une attention accrue à l'égard de la recherche sanitaire, ainsi que des changements au niveau de l'éducation et de la formation professionnelles. Ceci doit mener à un changement d'attitude et d'organisation au sein des services de santé, recentrés sur l'ensemble des besoins de l'individu perçu globalement.

### (+1) Entrer dans l'avenir
La santé est engendrée et vécue dans les divers cadres de la vie quotidienne : là où l'on apprend, où l'on travaille, où l'on joue et où l'on aime. Elle résulte des soins que l'on s'accorde et que l'on dispense aux autres, de l'aptitude à prendre des décisions et à contrôler ses conditions de vie, et de l'assurance que la société dans laquelle on vit offre à tous ses membres la possibilité de jouir d'un bon état de santé.
L'intérêt pour autrui, l'approche holistique et l'écologie sont des éléments indispensables à la conceptualisation et à l'élaboration des stratégies de promotion de la santé. Ainsi donc, les auteurs de ces stratégies doivent adopter comme principe directeur le fait que, à tous les niveaux de la planification, de la mise en œuvre et de l'évaluation de la promotion de la santé, hommes et femmes sont des associés égaux.

## Engagement face à la promotion de la santé
Les participants de cette conférence s'engagent :
- intervenir dans le domaine des politiques publiques saines et à plaider en faveur d'un engagement politique clair en ce qui concerne la santé et l'égalité dans tous les secteurs ;
- contrer les pressions exercées en faveur des produits dangereux, des milieux et conditions de vie malsains ou d'une nutrition inadéquate ; ils s'engagent également à attirer l'attention sur les questions de santé publique telles que la pollution, les risques professionnels, le logement et les peuplements ;
- combler les écarts de niveau de santé dans les sociétés et à lutter contre les inégalités produites dans ce domaine par les règles et pratiques des sociétés ;
- reconnaître que les individus constituent la principale ressource sanitaire, à les soutenir et à leur donner les moyens de demeurer en bonne santé, eux, leurs familles et leurs amis ; ils s'engagent également à accepter la communauté comme le principal porte-parole en matière de santé, de conditions de vie et de bien-être ;
- réorienter les services de santé et leurs ressources au profit de la promotion de la santé, et à partager leur pouvoir avec d'autres secteurs, d'autres disciplines et, ce qui est encore plus important, avec la population elle-même ;
- reconnaître que la santé et son maintien constituent un investissement social majeur, et à traiter la question écologique globale que représentent nos modes de vie.

Les participants de la Conférence prient instamment toutes les personnes intéressées de se joindre à eux dans leur engagement en faveur d'une puissante alliance pour la santé publique.

## Appel pour une action internationale
La Conférence demande à l'Organisation mondiale de la santé et aux autres organismes internationaux de plaider en faveur de la promotion de la santé, dans le cadre de tous les forums appropriés, et d'aider les pays à établir des programmes et stratégies de promotion de la santé.
Les participants de la Conférence sont fermement convaincus que si les gens de tous milieux, les organismes non gouvernementaux, les associations bénévoles, les gouvernements, l'Organisation mondiale de la Santé et toutes les autres instances concernées s'unissent pour lancer des stratégies de promotion de la santé conformes aux valeurs morales et sociales inhérentes à cette Charte, la Santé pour tous d'ici l'an 2000 deviendra une réalité.

## Bilan après 30 ans
Traçant le bilan de ce qui se fait en matière de santé publique en Grande-Bretagne plus de 30 ans après, Thompson considère que la charte a servi d’appui et de cadre pour la création d'environnements sains et la redéfinition des services de santé. Néanmoins, pour cet auteur, le pays continue d'accorder une importance excessive à la responsabilité personnelle et au changement de comportement, au risque de ne pas s'attaquer aux problèmes fondamentaux de la société.
Parmi les acquis reconnus dans la littérature, du moins en langue anglaise, il y l'instauration dans les populations de certains pays d’une meilleure compréhension des ressorts de la santé (« health litteracy » en anglais)
Dans leur opuscule Santé publique année zéro (2022), le praticien François Alla et la philosophe Barbara Stiegler s'appuie sur la charte d'Ottawa pour critiquer la gestion de la pandémie de Covid-19 en France.